# Калошино (Ярославская область)
Калошино — деревня Артемьевского сельского округа Артемьевского сельского поселения Тутаевского района Ярославской области .
Деревня расположена в южной части сельского поселения. Примерно в 1 км к северу от железной дороги Ярославль—Рыбинск, между платформой Клинцево и станцией Ваулово. Параллельно железной проходит дорога, связывающая ряд деревень, она следует от станции Ваулово на восток, проходит севернее Калошино и далее к Безмино, Ильинскому и Олешково .
Деревня Колошина указана на плане Генерального межевания Борисоглебского уезда 1792 года. В 1825 Борисоглебский уезд был объединён с Романовским уездом. По сведениям 1859 года деревня относилась к Романово-Борисоглебскому уезду .
На 1 января 2007 года в деревне Калошино не числилось постоянных жителей . По карте 1975 г. в деревне жило 5 человек. Деревню Калошино обслуживает почтовое отделение, находящееся в городе Тутаев .